# Steve Kindon
Steve Kindon, all'anagrafe Stephen Michael Kindon (Warrington, 17 dicembre 1950) è un ex calciatore inglese, di ruolo attaccante.

## Caratteristiche tecniche
Giocava prevalentemente come ala sinistra, ma occasionalmente veniva impiegato anche come centravanti.

## Carriera
Kindon esordisce tra i professionisti nella stagione 1968-1969, all'età di 18 anni, giocando 16 partite e segnando 4 reti nella prima divisione inglese; l'anno seguente gioca invece regolarmente da titolare, ed è protagonista della sua miglior stagione in carriera a livello realizzativo, siglando 17 reti. Non riesce invece a ripetersi nella stagione 1970-1971, nella quale i Clarets retrocedono in seconda divisione ed in cui l'attaccante realizza solamente 3 gol in 29 presenze. L'anno seguente con 22 presenze e 4 reti dà invece il suo contributo all'immediato ritorno in prima divisione del club, che successivamente lo cede però al Wolverhampton, altro club di prima divisione: qui, Kindon nella stagione 1972-1973 va in rete per 4 volte in 27 partite di campionato.
Continua poi a giocare fino al 1977 con i Wolves: in particolare, nella stagione 1973-1974 segna un gol nella sua unica presenza stagionale in Coppa UEFA e 4 gol in 19 partite di campionato; vince inoltre una Coppa di Lega. Successivamente nella stagione 1974-1975 va in rete per 10 volte in 29 presenze, mentre nella stagione 1975-1976, oltre a giocare una partita in Coppa UEFA (la sua seconda ed ultima in carriera in tale torneo) mette a segno 5 reti in 28 partite di campionato, torneo che si conclude con un'inattesa retrocessione per il Wolverhampton, che comunque già nell'annata seguente vince il campionato di seconda divisione, grazie anche alle 28 presenze e 5 reti di Kindon, il quale dopo aver segnato un gol in 7 presenze in prima divisione nella stagione 1977-1978 fa ritorno al Burnley, con cui gioca per altre due stagioni consecutive in seconda divisione, segnando in totale 18 gol in 76 partite di campionato nell'arco del biennio. Si trasferisce infine all'Huddersfield Town, club di quarta divisione, con cui nella sua prima stagione in squadra vince il campionato, per poi giocare per un ulteriore biennio in terza divisione, con un bilancio totale di 73 presenze e 35 reti in incontri di campionato con la maglia dei Terriers.
In carriera ha totalizzato complessivamente 396 presenze e 109 reti nei campionati della Football League.

## Palmarès

### Club

#### Competizioni nazionali
- Coppa di Lega inglese: 1

Wolverhampton: 1973-1974
- Campionato inglese di seconda divisione: 1

Wolverhampton: 1976-1977
- Campionato inglese di quarta divisione: 1

Huddersfield Town: 1979-1980